# Фрих-Хар, Исидор Григорьевич
Исидор Григорьевич Фрих-Хар (17 [29] апреля 1893, Кутаис, Кавказская администрация — 19 апреля 1978) — советский скульптор, мастер декоративно-прикладного искусства; заслуженный художник РСФСР (1969); автор мемуаров «Повесть о жизни и творчестве».

## Биография
Родился 5 апреля (17 апреля по новому стилю) 1893 года в Кутаиси в еврейской семье виноградаря. После школы работал в кожевенной мастерской, где начал заниматься лепкой и резьбой.
В 1914 году был мобилизован в армию, участник Первой мировой войны. Был ранен и находился на лечении в Самаре, на фронт уже не вернулся. В 1916 году впервые участвовал здесь в художественной выставке. С осени 1917 года Исидор Григорьевич — доброволец самарской Красной гвардии, командовал отрядом. В 1918 году участвовал в боях против белочешских войск. В Самаре познакомился с В. В. Куйбышевым и при его участии был направлен на Туркестанский фронт. После Гражданской войны и демобилизации — преподавал рисунок и лепку в детском доме в Томилине Московской области.
С 1922 года жил в Москве, работал в дереве, камне и керамике. Увлечение керамикой привело его в 1926 году на Конаковский фаянсовый завод, где в 1928 году он основал художественную лабораторию, которой руководил до конца жизни. Здесь выполнены наиболее значимые работы художника в керамике, а также панно для павильонов республик СССР на ВСХВ и несколько интерьерных фонтанов. В 1950-х годах Фрих-Хар начал заниматься хрусталем и стеклом. Из этих материалов на заводе в городе Гусь-Хрустальный он выполнил множество бытовых предметов, а также интерьерный хрустальный фонтан.
Жил в Москве в доме художников на улице Верхняя Масловка, 7; позже — на Петровско-Разумовской аллее, 2. Умер 19 апреля 1978 года в Москве. Похоронен на Хованском кладбище. Жена — скульптор М. П. Холодная, у них родились близнецы — Ганна и Дмитрий.

## Творчество
И. Г. Фрих-Хар был членом группы «Объединенное искусство» (с 1925 года), Общества художников-станковистов (с 1926 года), Общества русских скульпторов (с 1926 года), объединения «Бригада скульпторов» («Бригада восьми»).
Участвовал в выставках «Художники РСФСР за 15 лет», «15 лет РККА», во Всемирной выставке в Париже (1937) и позднее во многих всесоюзных и республиканских выставках. Его работы находятся в Государственной Третьяковской галерее, Музее керамики в Кусково, Государственном историческом музее в Москве и других местах.

## Семья
Жена — Холодная, Мария Петровна (1903—1989), скульптор.
- Сын — Фрих-Хар, Дмитрий Исидорович (1936—1990), геолог.
- Дочь — Фрих-Хар, Ганна Исидоровна (1936—...), нейрохирург.